# Kardynałowie z nominacji Piusa II
W okresie 6 lat pontyfikatu Pius II kreował dwunastu kardynałów. Nominacje miały miejsce 5 marca 1460 i 18 grudnia 1461.

## Konsystorz 5 marca 1460
1. Angelo Capranica, biskup Rieti – kardynał prezbiter S. Croce in Gerusalemme (tytuł nadany 26 marca 1460), następnie kardynał biskup Palestriny (11 grudnia 1472), zm. 3 lipca 1478
2. Berardo Eroli, biskup Spoleto – kardynał prezbiter S. Sabina (tytuł nadany 19 marca 1460), następnie kardynał biskup Sabiny (23 maja 1474), zm. 2 kwietnia 1479
3. Niccolò Fortiguerra, biskup Chieti – kardynał prezbiter S. Cecilia (tytuł nadany 19 marca 1460), zm. 21 grudnia 1473
4. Alessandro Oliva Sassoferrato OESA, generał zakonu augustianów – kardynał prezbiter S. Susanna (tytuł nadany 19 marca 1460), zm. 20 sierpnia 1463
5. Francesco Todeschini-Piccolomini, siostrzeniec papieża, protonotariusz apostolski, administrator archidiecezji Sieny – kardynał diakon S. Eustachio (tytuł nadany 26 marca 1460), od 22 września 1503 papież Pius III, zm. 18 października 1503

### Sekretna nominacja ogłoszona 31 maja 1462
1. Burkhard Weisbriach, arcybiskup Salzburga – kardynał prezbiter Ss. Nereo ed Achilleo (tytuł nadany 31 maja 1462), zm. 16 lutego 1466

## Konsystorz 18 grudnia 1461
1. Bartolomeo Roverella, arcybiskup Rawenny – kardynał prezbiter S. Clemente  (tytuł nadany 26 stycznia 1464), zm. 2 maja 1476
2. Jean Jouffroy, biskup Arras – kardynał prezbiter Ss. Silvestro e Martino (tytuł nadany 16 marca 1462), zm. w listopadzie 1473
3. Jaime Cardona, biskup Urgel – kardynał prezbiter bez tytułu, zm. 1 grudnia 1466
4. Louis d’Albret, biskup Cahors – kardynał prezbiter Ss. Marcellino e Pietro (tytuł nadany 31 maja 1462), zm. 4 września 1465
5. Giacomo Ammannati-Piccolomini, biskup Pawii – kardynał prezbiter S. Crisogono (tytuł nadany 8 stycznia 1462), następnie kardynał biskup Tusculum (17 sierpnia 1477), zm. 10 września 1479
6. Francesco Gonzaga, protonotariusz apostolski – kardynał diakon S. Maria Nuova (tytuł nadany 2 kwietnia 1462), zm. 21 października 1483